# Missaglia (armaioli)
I Missaglia erano una famiglia nobile di Milano, tra i più importanti armaioli del ducato di Milano in epoca rinascimentale. Insieme ai Della Chiesa, ai Figino, ai Merate, ai Negroli, ai Piccinino e ai Serrabaglia i Missaglia furono figure notevolissime nell'arte della forgiatura delle armi, le cui opere sono ancora punto di riferimento nel mondo intero.

## Storia

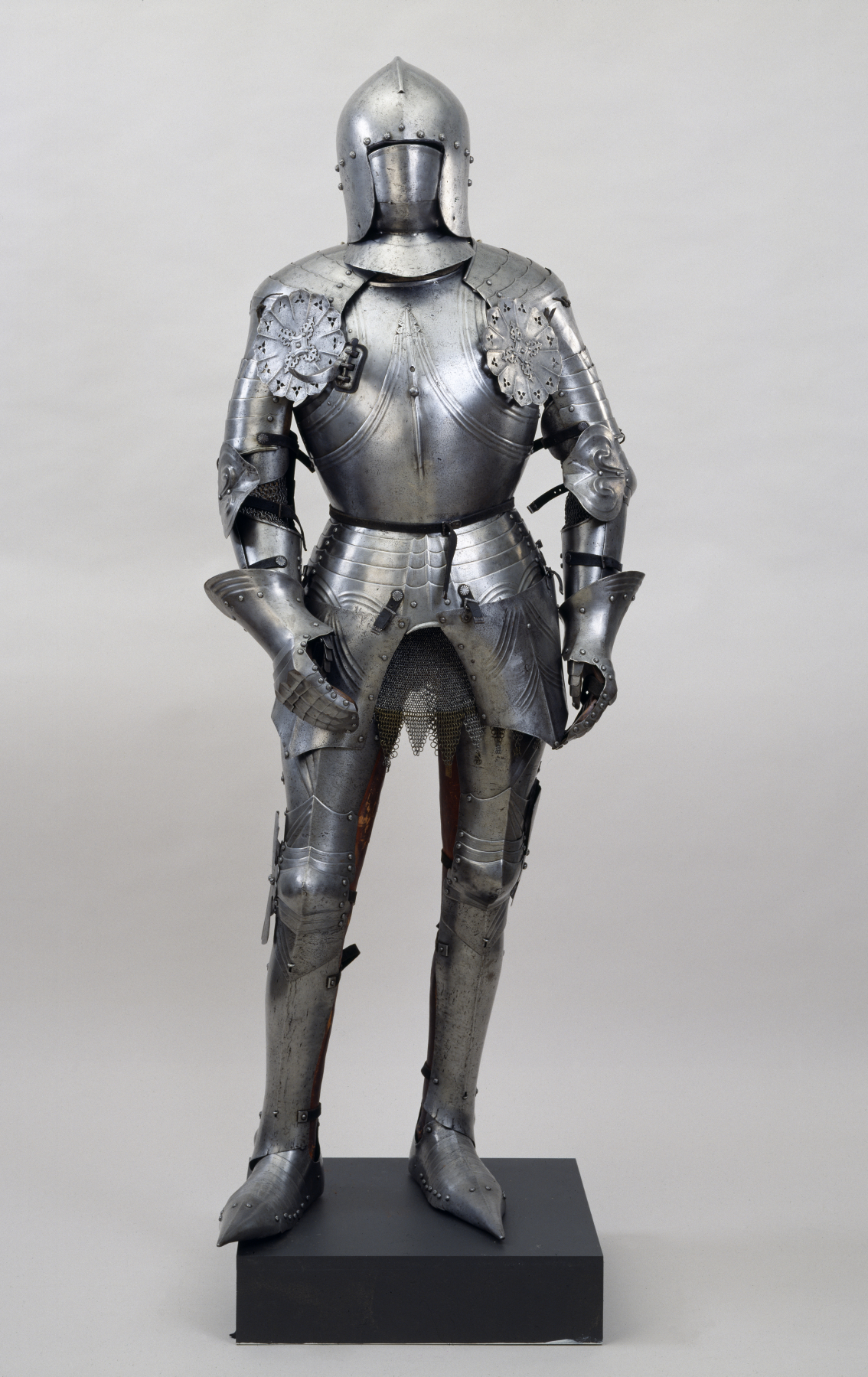
Una armatura creata da Antonio Missaglia (1450 circa)

Missaglia era il soprannome dato a quel ramo della nobile famiglia dei Negroni (o Negroli) che fu parte della numerosa schiera di eccellenti artefici di armi e di armature che avevano sede nel Ducato di Milano tra Quattrocento e Cinquecento; furono, insieme ai Negroli, i più noti armaioli attivi nei secoli XV e XVI ed erano oriundi di Ello (Lecco) nei pressi di Missaglia. Il capostipite della famiglia fu Pietro, morto nel 1429 e di cui non si hanno notizie più certe. Il figlio Tommaso, primo a portare il soprannome di Missaglia, fu attivo prima del 1430 secondo un documento del 29 giugno di quell'anno in cui per la prima volta appare il nome di «Tommaso detto Missaglia dei Negroni da Ello figlio del quondam Pietro». Tommaso morì tra aprile e maggio del 1452. Il figlio di Tommaso, Antonio, fu attivo dal 1451 al 1480 anno dal quale non si hanno più notizie: prese in mano le redini dell'attività paterna e forgiò armi per l'esercito papale. Un fratello di Antonio, Cristoforo, lasciò Milano per Roma nel 1458 e di lui si perdono le tracce; figli di Antonio furono Cabrino e Giovanni Pietro, Dal 1514 della famiglia dei Missaglia non si ha più notizia. I Negroni erano forse imparentati con la famiglia dei Negroli o Negrioli, anch'essi di Ello e attivi nello stesso periodo, e che contesero ai Missaglia il primato nell'arte della forgiatura di armi e armature: l'architetto Gaetano Moretti (1860-1938) nella sua monografia Gli armaroli milanesi : i Missaglia e la loro casa esclude la possibilità che i Negroni e i Negroli potessero rappresentare un'unica famiglia seppure, eventualmente, potessero essere fra di loro imparentati.
Essi procurarono l'autonomia siderurgica del Ducato di Milano con la valorizzazione delle miniere di Canzo, di cui per un lungo periodo (1472-1677) divennero anche feudatari.
I Missaglia vissero e lavorarono a Milano nel palazzo detto Casa dei Missaglia che si trovava nell'attuale via Spadari (toponimo che ancora serba il ricordo dell'attività degli armaioli che in quella contrada avevano le loro fucine), nei pressi del Duomo; i resti del palazzo, ricca costruzione di metà del XV secolo, furono abbattuti nel 1902 nel corso delle vaste demolizioni e risistemazioni urbanistiche di quegli anni.
Alla famiglia dei celebri armaioli il Comune di Milano ha intitolato la via dei Missaglia, lunga arteria radiale periferica che unisce la città al Gratosoglio.

## Albero genealogico
|                 |                 |               |                                           |                                           |                |                                          |                                          |                                                       |                                                       |                                       |                                       |                  |                  |                                 |                                 |               |               |                 |                                                  |                    |                    |                      |                      |                     |                     |                 |                 |                  |                  |                |                |
|                 |                 |               |                                           |                                           |                |                                          |                                          |                                                       |                                                       |                                       |                                       |                  |                  |                                 |                                 |               |               |                 | Pietro Negroni detto Missaglia †1428 ? MISSAGLIA |                    |                    |                      |                      |                     |                     |                 |                 |                  |                  |                |                |
|                 |                 |               |                                           |                                           |                |                                          |                                          |                                                       |                                                       |                                       |                                       |                  |                  |                                 |                                 |               |               |                 |                                                  |                    |                    |                      |                      |                     |                     |                 |                 |                  |                  |                |                |
|                 |                 |               |                                           |                                           |                |                                          |                                          |                                                       |                                                       |                                       |                                       |                  |                  |                                 |                                 |               |               |                 |                                                  |                    |                    |                      |                      |                     |                     |                 |                 |                  |                  |                |                |
|                 |                 |               |                                           |                                           |                |                                          |                                          |                                                       |                                                       |                                       |                                       |                  |                  |                                 |                                 |               |               |                 | Tommaso †1452 Giovanna da Venegono               |                    |                    |                      |                      |                     |                     |                 |                 |                  |                  |                |                |
|                 |                 |               |                                           |                                           |                |                                          |                                          |                                                       |                                                       |                                       |                                       |                  |                  |                                 |                                 |               |               |                 |                                                  |                    |                    |                      |                      |                     |                     |                 |                 |                  |                  |                |                |
|                 |                 |               |                                           |                                           |                |                                          |                                          |                                                       |                                                       |                                       |                                       |                  |                  |                                 |                                 |               |               |                 |                                                  |                    |                    |                      |                      |                     |                     |                 |                 |                  |                  |                |                |
|                 |                 |               |                                           |                                           |                |                                          |                                          | Antonio *1415 †1496 1.Angiola Piatti 2.Susanna Stampa | Antonio *1415 †1496 1.Angiola Piatti 2.Susanna Stampa | Giovanni Pietro †1496                 | Giovanni Pietro †1496                 | Cristoforo †1498 | Cristoforo †1498 | Cabrino †1474                   | Cabrino †1474                   | Filippo †1498 | Filippo †1498 | Francesco †1469 | Francesco †1469                                  | Giacomina *1436 †? | Giacomina *1436 †? | Ambrogio *1438 †1474 | Ambrogio *1438 †1474 | Damiano *1438 †1521 | Damiano *1438 †1521 | Maddalena *? †? | Maddalena *? †? | Elisabetta *? †? | Elisabetta *? †? | Caterina †1474 | Caterina †1474 |
|                 |                 |               |                                           |                                           |                |                                          |                                          |                                                       |                                                       |                                       |                                       |                  |                  |                                 |                                 |               |               |                 |                                                  |                    |                    |                      |                      |                     |                     |                 |                 |                  |                  |                |                |
|                 |                 |               |                                           |                                           |                |                                          |                                          |                                                       |                                                       |                                       |                                       |                  |                  |                                 |                                 |               |               |                 |                                                  |                    |                    |                      |                      |                     |                     |                 |                 |                  |                  |                |                |
|                 |                 |               | 1.Giovanni Angelo †1469 Elena Della Torre | 1.Giovanni Angelo †1469 Elena Della Torre |                |                                          |                                          |                                                       |                                                       | 2.Sebastiano †1512 Bianca Della Torre | 2.Sebastiano †1512 Bianca Della Torre | 2.Tommaso *? †?  | 2.Tommaso *? †?  | 2.Francesca *? †? Merlino Maggi | 2.Francesca *? †? Merlino Maggi |               |               |                 |                                                  |                    |                    |                      |                      |                     |                     |                 |                 |                  |                  |                |                |
|                 |                 |               |                                           |                                           |                |                                          |                                          |                                                       |                                                       |                                       |                                       |                  |                  |                                 |                                 |               |               |                 |                                                  |                    |                    |                      |                      |                     |                     |                 |                 |                  |                  |                |                |
|                 |                 |               |                                           |                                           |                |                                          |                                          |                                                       |                                                       |                                       |                                       |                  |                  |                                 |                                 |               |               |                 |                                                  |                    |                    |                      |                      |                     |                     |                 |                 |                  |                  |                |                |
| Benedetto *? †? | Benedetto *? †? | Antonio *? †? | Antonio *? †?                             | Galeazzo *? †?                            | Galeazzo *? †? | Camilla *? †? Pietro Francesco Landriani | Camilla *? †? Pietro Francesco Landriani | Giovanni Francesco *? †?                              | Giovanni Francesco *? †?                              | Alessandro *? †?                      | Alessandro *? †?                      | Ottaviano *? †?  | Ottaviano *? †?  |                                 |                                 |               |               |                 |                                                  |                    |                    |                      |                      |                     |                     |                 |                 |                  |                  |                |                |